# Don Diablo
Don Pepijn Schipper (nederländskt uttal: [ˈdɔn pɛˈpɛin ˈsxɪpər]), känd under artistnamnet Don Diablo, född 27 februari 1980, är en nederländsk DJ, musikproducent, musiker och låtskrivare från Coevorden. Han är känd för sin speciella futuristiska stil inom den elektroniska dansmusikgenren. Diablo var rankad nummer sex på av DJ Mag Top 100 Djs-lista 2019. Han blev även utsedd till bästa producent 2016 av 1001Tracklists och samma år utsåg Beatport honom till "Future House Artist" av Beatport.
Han har producerat musik med en mängd olika artister bland annat Kelis, Alex Clare, Diplo, Example, Dragonette, Noisia, Rox, Sidney Samson, Ou Est Le Swimming Pool och gjort remixer för Bastille, Birdy, Tinie Tempah, Mika, The Chemical Brothers, Cassius, Gorillaz, Public Enemy, Iggy Pop, Plump DJs. Enligt musikbloggen The Hype Machine blev han kallad "Most Blogged Artist" i hela världen ett flertal gånger.

## Karriär

### 1997–2005: Tidiga år
Under sin tidiga karriär spelade Schipper på nattklubbar och festivaler i bland annat Kanada, England, USA, Australien, Japan, Brasilien och Israel. År 2002 var han, utöver spelningar på nattklubbar och festivaler,  resident DJ på Passion club i London. 
År 2004 startade Schipper ett sidoprojekt,  Divided. Musikprojektet hade två hits: "The Music, the People" som släpptes 2004 och "Easy Lover" som blev uppföljaren 2005. Den senare var en omgjord dansversion av originalet som gjordes av Philip Bailey och Phil Collins 1985.

### 2006–2009:Life Is a Festival
Låten "Exceeder" av Mason nådde topp tre på den engelska topplistan 2006, den gavs ut genom Schippers och klubbägaren Roy Avnis (Electro Nation i Amsterdam) skivbolag Middle of the Road. Under 2008 släppte Schipper sitt debutalbum Life is a festival. År 2009 släppte han hitlåten Hooligans, ett samarbete med den brittiska sångaren, låtskrivaren, rapparen och musikproducenten Example.

### 2010–2013
År 2010 släppte Schipper hitsingeln Animale,  ett samarbete med Dragonette som toppade den nederländska Dutch Singles Char och den belgiska topplistan Belgian Ultratip. Under 2013 släppte han flera låtar på olika skivbolag  – bland annat på Axwells skivbolag Axtone Records, Nicky Romeros Protocol Recordings, Steve Angellos Size Records samt Spinnin' Records. Han skapade även temalåten för videospelet Batman: Arkham Origins. Hans hitsingel Starlight (Could You Be Mine) som gjordes tillsammans med DJ och producenten Matt Nash spelades för första gången för publik under den sista Swedish House Mafia-konserten, efter att Axwell hade signat låten till sitt skivbolag. Låten nådde topp fem på Beatports lista, hans andra låtar nådde topp 10 på samma lista. Samma år presenterade  Pete Tong sex nya låtar från Schipper på Tongs radiostation BBC Radio 1. 
Schipper var också resident DJ i Las Vegas på nattklubben Light, spelade med Axwell och Sebastian Ingrosso på Departures Ibiza och åkte på turné tillsammans med Nicky Romero. Vidare åkte han turné i Asien och USA, en turné som blev slutsåld.

### 2014–2016
År 2014 hade Schipper premiär på sitt nya visuella koncept The Hexagon. I oktober samma år gjorde han debut i DJ Mags Top 100 Djs-lista och kom in på plats 82. I  oktober 2015 blev han belönad med DJ Magazine's "Årets högsta klättrare" och hoppade 52 platser, upp till nummer 30 i DJ Mags Top 100 Djs-lista för 2015.
Schipper lanserade sitt skivbolag Hexagon Records. Första släppet var en remix på Alex Adair's låt You Make Me Feel Better. Den höll förstaplatsen Beatport-listan i nästan två veckor. Hexagon Records blev även belönade som "Årets bästa nya skivbolag". År 2015 hade även Schippers radio show Hexagon blivit spelad i över 35 länder och legat i Itunes podcast-topplista varje vecka. Samma år  gjorde han även ett samarbete med Tiësto på låten Chemicals med den danska sångaren och producenten Thomas Troelsen.
Under 2016 och 2017 var Schipper på Europaturné med ett flertal slutsålda spelningar.

### 2017:Past.Present.Future
År 2017 släppte Schipper albumet  Past.Present.Future, ett sammansatt album med hans tidigare släppta singlar så som On My Mind, Cutting Shapes och Chemicals. Samma år fick han DJ Mag's utmärkelse  "Highest Future House" och blev listad som nummer 11 i DJ Mag's Top 100 Djs-lista.

### 2018–idag:FutureochForever
I januari 2018 släppte han sin sjunde singel People Say från det då kommande albumet Future. Under februari åkte han på en slutsåld turné, Future North American Tour, med stopp i bland annat Los Angeles Fonda Teater och Terminal 5 i New York City. Hans andra album Future släpptes genom hans eget skivbolag Hexagon Records den 9 februari 2018.
I oktober 2018 blev han rankad som världens mest DJ-stöttade producent av 1001Tracklists, en hemsida som loggar låtar som spelas på konserter, festivaler, radiokanaler och dj-mixar online.
Schipper gick under 2019 ut med att han planerade ett tredje album, en uppföljare till Future med släpp under 2020. Det nya albumet uppgavs få namnet Forever och skulle följas av en turné.[uppföljning saknas]

## Filantropi
Don Diablo var den första ambassadören för Dance4Life, en internationell FN-stödd kampanj mot hiv och aids. Han reste till Sydafrika för att besöka ett flertal Dance4Life projekt i Johannesburg och i Kapstaden. Vistelsen dokumenterades av MTV Networks.
Under hans Europaturné 2018 "Better Future Tour" donerades alla biljettintäkter till  nederländska Dutch Cancer Society. Under turnén spelade han bland annat på Café Opera i Stockholm.

## Diskografi
- Life Is a Festival (2008)
- Future (2018)
- Forever (TBA)[15]

## Utmärkelser och nomineringar
| År   | Event            | Utmärkelse            | Mottagare                             | Resultat  |
| ---- | ---------------- | --------------------- | ------------------------------------- | --------- |
| 2007 | TMF Awards       | Best Music Video      | "Pain is Temporary, Pride is Forever" | Nominerad |
| 2011 | TMF Awards       | Best Music Video      | "Animale"                             | Nominerad |
| 2011 | 3FM Awards       | Best Artist Dance     | Don Diablo                            | Nominerad |
| 2012 | 3FM Awards       | Best Artist Dance     | Don Diablo                            | Nominerad |
| 2016 | EMPO Awards      | Producer of the Year  | Don Diablo                            | Vann      |
| 2016 | EMPO Awards      | Best Future House DJ  | Don Diablo                            | Vann      |
| 2017 | WDM Radio Awards | Best Electro House DJ | Don Diablo                            | Nominerad |
| 2017 | WDM Radio Awards | Best Remix            | "Keeping Your Head Up"                | Nominerad |
| 2018 | WDM Radio Awards | Best Electro House DJ | Don Diablo                            | Vann      |
| 2018 | WDM Radio Awards | Best Remix            | "Something Just like This"            | Vann      |

### DJ Magazine Top 100 DJs
| År   | Position | Noteringar           | Ref.   |
| ---- | -------- | -------------------- | ------ |
| 2005 | 245      | Non-Entry            | [ 19 ] |
| 2009 | 137      | Non-Entry            | [ 19 ] |
| 2010 | 246      | Non Entry (Down 109) | [ 19 ] |
| 2014 | 82       | New Entry            | [ 20 ] |
| 2015 | 30       | Up 52                | [ 20 ] |
| 2016 | 15       | Up 15                | [ 20 ] |
| 2017 | 11       | Up 4                 | [ 20 ] |
| 2018 | 7        | Up 4                 | [ 20 ] |
| 2019 | 6        | Up 1                 | [ 20 ] |

### 1001Tracklists Top 101 Producers
| År   | Position | Noteringar | Ref.   |
| ---- | -------- | ---------- | ------ |
| 2016 | 7        | New Entry  | [ 21 ] |
| 2017 | 2        | i.u.       | [ 21 ] |
| 2018 | 1        | i.u.       | [ 21 ] |